# Max Taylor
Max Taylor (Greenwich, Connecticut, 1 oktober 2007) is een Amerikaans autocoureur. In 2024 werd hij kampioen in de USF Juniors.

## Carrière

### Karting
Taylor begon zijn autosportcarrière in het karting in de Verenigde Staten. Tussen 2021 en 2023 nam hij ieder jaar deel aan de SKUSA SuperNationals, waarin hij in 2022 derde in de KA100 Junior-klasse werd.

### USF Juniors
In 2023 maakte Taylor de overstap naar het formuleracing en debuteerde hij in de USF Juniors bij het team Velocity Racing Development. Hij won op Road America zijn eerste race en eindigde ook op de Virginia International Raceway en het Circuit of the Americas op het podium. Met 236 punten werd hij zesde in de eindstand. Dat jaar nam hij ook deel het een raceweekend op Road America van het Amerikaans Formule 4-kampioenschap voor hetzelfde team, waarin een zesde plaats zijn beste race-uitslag was.
In 2024 bleef Taylor actief in de USF Juniors bij Velocity. Hij behaalde drie overwinningen op Virginia, de Mid-Ohio Sports Car Course en Road America. Hiernaast stond hij nog zesmaal op het podium. Met 329 punten werd hij gekroond tot kampioen in de klasse. Ook maakte hij dat jaar zijn debuut in Europa, waar hij in het GB3 Championship voor Arden Motorsport deelnam aan het raceweekend op Donington Park. In de drie races werd hij twee keer elfde en eenmaal veertiende.

### U.S. F2000
In 2023 reed Taylor, naast zijn activiteiten in de USF Juniors, in vier raceweekenden van de U.S. F2000 bij Velocity. Een zesde plaats op Road America was zijn beste resultaat en hij werd met 86 punten achttiende in het klassement.
In 2024 reed Taylor een volledig seizoen in de U.S. F2000 voor Velocity. Hij won vier races: twee op Mid-Ohio en een op zowel op de Indianapolis Motor Speedway als Road America. Met 343 punten werd hij achter Max Garcia en Sam Corry derde in het kampioenschap.

### USF Pro 2000
In 2025 maakt Taylor de overstap naar het USF Pro 2000 Championship, waar hij zijn samenwerking met Velocity voortzet.

### Indy NXT
In 2025 rijdt Taylor, naast zijn activiteiten in de USF Pro 2000, in zes races van de Indy NXT bij het team HMD Motorsports.